# Пфафрода
Пфафрода (њем. Pfaffroda) општина је у њемачкој савезној држави Саксонија. Једно је од 69 општинских средишта округа Ерцгебирге. Према процјени из 2010. у општини је живјело 2.949 становника. Посједује регионалну шифру (AGS) 14521470.

## Географски и демографски подаци
Пфафрода се налази у савезној држави Саксонија у округу Ерцгебирге. Општина се налази на надморској висини од 540 метара. Површина општине износи 55,1 km². У самом мјесту је, према процјени из 2010. године, живјело 2.949 становника. Просјечна густина становништва износи 53 становника/km².

## Међународна сарадња
| Мјесто | Држава    | Врста сарадње | Од    |
| ------ | --------- | ------------- | ----- |
|        | Француска | партнерство   | 1991. |
|        | Чешка     | партнерство   | 1989. |
| Извор  |           |               |       |